# آرشي تورنر
آرشي تورنر (بالإنجليزية: Archie Turner) هو لاعب كرة قدم بريطاني (وحمل سابقاً جنسية المملكة المتحدة لبريطانيا العظمى وأيرلندا) في مركز الهجوم، ولد في يونيو 1877 في المملكة المتحدة، وتوفي في 4 أبريل 1925 في فارنبرة في المملكة المتحدة. شارك مع منتخب إنجلترا لكرة القدم. أما مع النوادي، فقد لعب مع توتنهام هوتسبير وديربي كاونتي ونادي بريستول سيتي ونادي ساوثهامبتون ونيوكاسل يونايتد.

## وصلات خارجية
- آرشي تورنر على موقع ناشيونال فوتبول تيمز (الإنجليزية)